# Gharat
De Gharat is het hoogste punt op het eiland Gaua in de provincie Torba van Vanuatu. Het is een actieve stratovulkaan in het midden van het eiland, met een hoogte van 797 meter. Tussen 1962 en 2011 waren er 16 uitbarstingen. Op 26 november 2009 kwam na een explosie zo veel as in bewoond gebied terecht dat 300 mensen geëvacueerd moesten worden en de alarmcode 4 (op een schaal van vijf) werd ingesteld. De laatste uitbarsting eindigde op 10 oktober 2011, waarna er tot in augustus 2013 de alarmcode 1 van kracht bleef en er stoomwolken uit de berg kwamen. De vulkaan heeft een caldera van 6 bij 9 kilometer, met daarin een kratermeer genaamd het Letasmeer. Dit is het grootste meer van Vanuatu. 

## Externe link

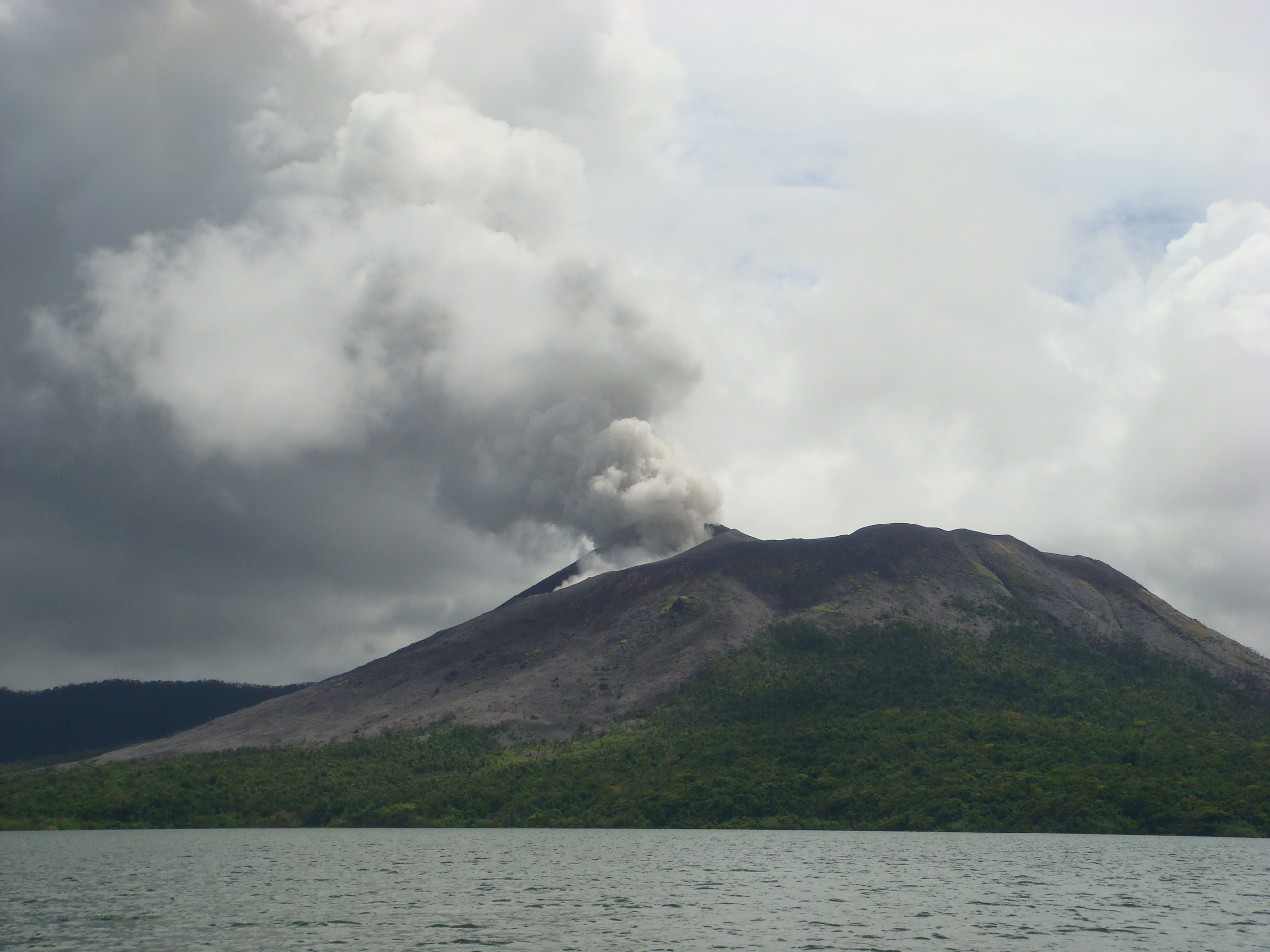
Stoompluim op 10 september 2013.